# インカー
インカー（英: Inker）とは、伝統的なコミックブック制作プロセスにおいてペンシラーとともに線画を担当する役割。制作形態によっては、フィニッシャー（finisher）、エンベリッシャー（embellisher）、トレーサー（tracer)とも呼ばれる。

## 概要
初めにペンシラーが鉛筆で下絵やスケッチを描き、インカーはペンや筆と黒インクで奥行や明暗を付け加えて描写をはっきりさせる（ペン入れ）。ここで初めて絵の形が定まる。ペンの書き文字についてはインカーではなく専門のレタラーが行い、彩色はカラーリストが行う。かつて印刷機では鉛筆画を再現することができなかったので、このようなペン入れ作業が必須だった。インクによる線画は印刷が容易であり、デジタル彩色とも相性がよいため、現在でもコミック作画で一般的に用いられている。
制作プロセスの中でインカーが位置するのは最終段階に近く、その後はカラーリストしかいないため、インカーは絵の仕上がりを決定づける重要な役であり、ストーリーテリングの面でも雰囲気、進行の速さ、伝わりやすさを整える役目がある。優れたインカーはペンシラーの下描きが不安定でも修正できるが、下手なインカーは下絵の良さを台無しにしたり、巧みに構成されたストーリーを分かりにくくしてしまうことがある。

## 作業の流れ
鉛筆線を単純にトレースするのもインカーの仕事ではあるが、鉛筆画の表現を解釈したり、線に適切な太さを与えたり、下描きのミスを修正するなど創作性に関わる判断も必要になる。ペンシラーの絵が最終的にどう仕上がるかはインカーによってまったく異なる。 鉛筆画ならば芯の硬さと筆圧によって明暗の階調をいかようにも表せるが、インクの線は一般に黒一色でしかない。それゆえ、インカーは鉛筆の陰影をインク線のパターンに翻訳しなければならない。 パターンの例には平行線を密に引いたハッチングや、フェザリング（ぼかし）、クロスハッチングがある。
インカーはしばしば、鉛筆での表現を単純にペンや筆の描線に置き換える以上のことを行う。ペンシラーが下描きにどれだけディテールを加えたかによって、インカーはシェーディングを入れたり、自らの判断で原稿にベタ塗りや影を置いたりする。ベテランのインカーが未熟なペンシラーと組むときには、人体のデッサンの狂いなどのミスを修正したり、顔の表情を調整するなど、さまざまな方法で絵を改善する責任を負うことがある。あるいは、インカーが原稿の大まかなコマ割りと構図を決めてから、別の作画家に細部まで下描きさせ、最後に自分で原稿にペンを入れることもある（ジャック・カービーと組んだインカー、ジョー・サイモンがよく行った方法。また、メルニボネのエルリックシリーズでも、インカーのマイケル・ギルバートおよびペンシラーのクレイグ・ラッセルがこの方法を取った）。
ここで述べているようにペンシラーとインカーがはっきり区別されるのは、コミック出版社が両者を個別に雇用する場合である。作画家自身がアシスタントを雇う場合、二つの役割は画然としなくなる。たとえば、雇用主はキャラクターの顔だけ自分でペンを入れて背景をアシスタントに任せるかもしれないし、対等な合作に近いやり方を取るかもしれない。ニール・アダムスが創設したスタジオのインカー部門（クレジット名Crusty Bunkers）は前者の方法を採用しており、たとえば熟練したインカーがキャラクターの首から上を描き、もう一人が胴体、三人目が背景の仕上げを行っていた。二人組のインカー、イアン・アキンとブライアン・ガーヴェイも同様に人物と背景でペン入れを分担していた。

### デジタル作画
ペンを用いずにデジタル的な方法で作画が行われることもあり、Adobe IllustratorやPhotoshop、Inkscape、Corel Painter、ComicStudioなど強力な画像作成・編集ツールの普及とともに一般的な方法になりつつある。デジタルで正確にペン入れを行うツールとしてはペンタブレットが最も一般的で、ベクター形式のソフトウェアを使えば解像度を変えた時にピクセル化の問題が起きることもない。しかし、多くのインカーはデジタル作画は時間がかかりすぎると考えている。
2015年現在、一部の出版社はペンシラーの原稿をスキャンした画像をFTPサイトに置いている。インカーはそれをダウンロードし、青色で印刷してペンを入れ、完成原稿をFTPサイトにアップロードする。出版社にとっては時間と送料を節約できる方法だが、作画家はデジタル機器の費用負担を強いられる。

## 歴史
長年コミック業界でインカーは端役とみなされており、業界内のヒエラルキーでもレタラーよりわずかに上位な程度だった。創成期のコミック出版社の多くは「パッケージャー（packager）」と呼ばれるスタジオと契約して完成原稿を納入させていた。「スター」級の作画家（ジョー・サイモン、ジャック・カービー、ボブ・ケインなど）については巻頭に名前が載せられたものの、一般に出版社は実際に原稿を描いたのが誰だろうと気にしていなかった。パッケージャーはライン工式の制作体制を敷いており、ストーリーを絵に落とし込む工程はカービーのような最上級の作画家に行わせ、ペン入れ、レタリング、彩色の業務はほとんど名前の出ない（そして薄給の）作画家に任せた。
出版社は発行日を守らねばならず、また重要作品については作画の一貫性を保ちたいと望んだため、作画家一人に下描きを受け持たせ、ほかのインカー、ときには複数のインカーにペン入れを行わせることが定着した。マーベル・コミックスでは、プロットを基にして各コマに描く内容を決める作業（ブレークダウン、breakdown）は下描き作者の担当だったので、ストーリーテリングに長けた作画家にはペン入れをさせず、可能な限り多くのタイトルの下絵を描かせることで発行点数を増やそうとした。これに対して、ほかの出版社ではライターのスクリプトにコマごとのブレークダウンが含まれていたので、下絵を描いた作画家がペン入れやレタリングも行うことが多かった。作画家の中でもジョー・キューバートやジム・アパロは、吹き出しの配置は原稿の構成上重要だと考えており、下描き、ペン入れ、レタリングをすべて行うのが常だった。ビル・エヴェレット、スティーブ・ディッコ、カート・シャッフェンバーガー、ニック・カーディらはほぼ必ず自作のペン入れを行い、時には他人の作品にもペンを入れた。しかし、インカーとして実績があるルー・ファイン、リード・クランドール、ウィル・アイズナー、アレックス・トスなども含めてほとんどの作画家は、ペン入れをほかに委ねたり自らインカーを雇うことがあった。一部の作画家はペン入れを行わず下描き原稿の生産枚数を上げることで収入を増やせたが、制作スタイルによってはその限りではなかった。下描きとペン入れをどちらも自分で行う場合、ペン入れの段階で細かく描きこめばいいので下絵は情報量を減らしてもよく、能率が上がる場合もあった。
コミックのゴールデンエイジには概して作者クレジットの表示が行われなかったので、当時のインカーの名はほとんど残っていない。名前が知られている作家についても完全な作品リストを作成するのは困難である。チック・ストーン、ジョージ・パップ、マーヴィン・スタインらはこの時期に数千ページにわたってペン入れを行ったが、作品の同定はあまり進んでいない。
マーベル・コミックは1960年代の初めにインカーの名を必ず載せるようになった。これにより、ペンシラーとして知られていたディック・エアーズ、ジョー・シノット、マイク・エスポジト、ジョン・セヴェリン、シド・ショアーズ、トム・パーマーらが仕上げも行っていたことが明らかになり、インカーとしても名声を高めた。さらにまた、特定のペンシラーとインカーが組んで仕事をしていることが世の知るところとなり、カービーとシノット、カート・スワンとマーフィー・アンダーソン、ジーン・コランとトム・パーマー、ジョン・バーンとテリー・オースチンらのコンビがコミックファンの認知を得た。
2008年、マーベルとDCでインカーを務めたボブ・アーモンドがインクウェル賞を設立した。インカーの作品を表彰し、ペン入れの技術全般に注目を集めることを目指した賞だった。インクウェル賞は広く世間に知られ、ジョー・シノット、ネイサン・マッセンギル、ティム・タウンゼンドのような著名なインカーを会員や準会員に数えている。

## 著名なインカー
- Dan Adkins
- Mike Allred
- マーフィー・アンダーソン (Murphy Anderson)
- Terry Austin
- Brett Breeding
- Vince Colletta
- ヴィンス・ディポータ（英語版）
- Tony DeZuniga
- マイク・エスポジト (Mike Esposito)
- Joe Giella
- Dick Giordano
- Al Gordon
- Dan Green
- Mark Irwin
- Billy Graham
- Scott Hanna
- Klaus Janson
- George Klein
- ポール・ニアリー（英語版）
- ケビン・ノーラン（英語版）
- トム・パーマー (Tom Palmer)
- ジミー・パルミオッティ（英語版）
- Branko Plavšić
- Josef Rubinstein
- ジョー・シノット (Joe Sinnott)
- アレックス・トス (Alex Toth)
- フランク・フラゼッタ
- Al Williamson
- フランク・ミラー
- Bob Smith
- Karl Story
- Art Thibert
- Rade Tovladijac
- デクスター・ヴァインズ (Dexter Vines)
- Scott Williams
- Al Williamson
- Wally Wood

## コンビとして有名なペンシラーとインカー
- カート・スワン／マーフィー・アンダーソン
1970年代のスーパーマン系タイトルで名高い。二人合わせて「Swanderson（スワンダーソン）」と呼ばれる[8]。
- ジャック・カービー／ジョー・サイモン
おそらく最初に定着したコンビ。全盛期に作り上げたキャラクターにはキャプテン・アメリカとレッドスカル、サンドマンとサンディ、マンハンター、ボーイ・コマンドーズなどがおり、またロマンス・コミックなどのジャンルを開拓した。[6]
- ジョン・セヴェリン／ウィル・エルダー
ECコミックの戦争コミックなど[9]。
- ジャック・カービー／ディック・エアーズ
エアーズはカービーのパートナーの中でおそらくもっとも共作が多く、マーベルがスーパーヒーロージャンルから離れていた時期に西部劇や怪物もののコミックを数百ページ生産した[10]。
- エド・マクギネス／デクスター・ヴァインズ
「eDex（エデクス）」と呼ばれるコンビ[11]。『シビル・ウォー』、『スーパーマン／バットマン』、『JLAクラシファイド』などを手掛けた。